# جاده ئی۱۲ اروپا

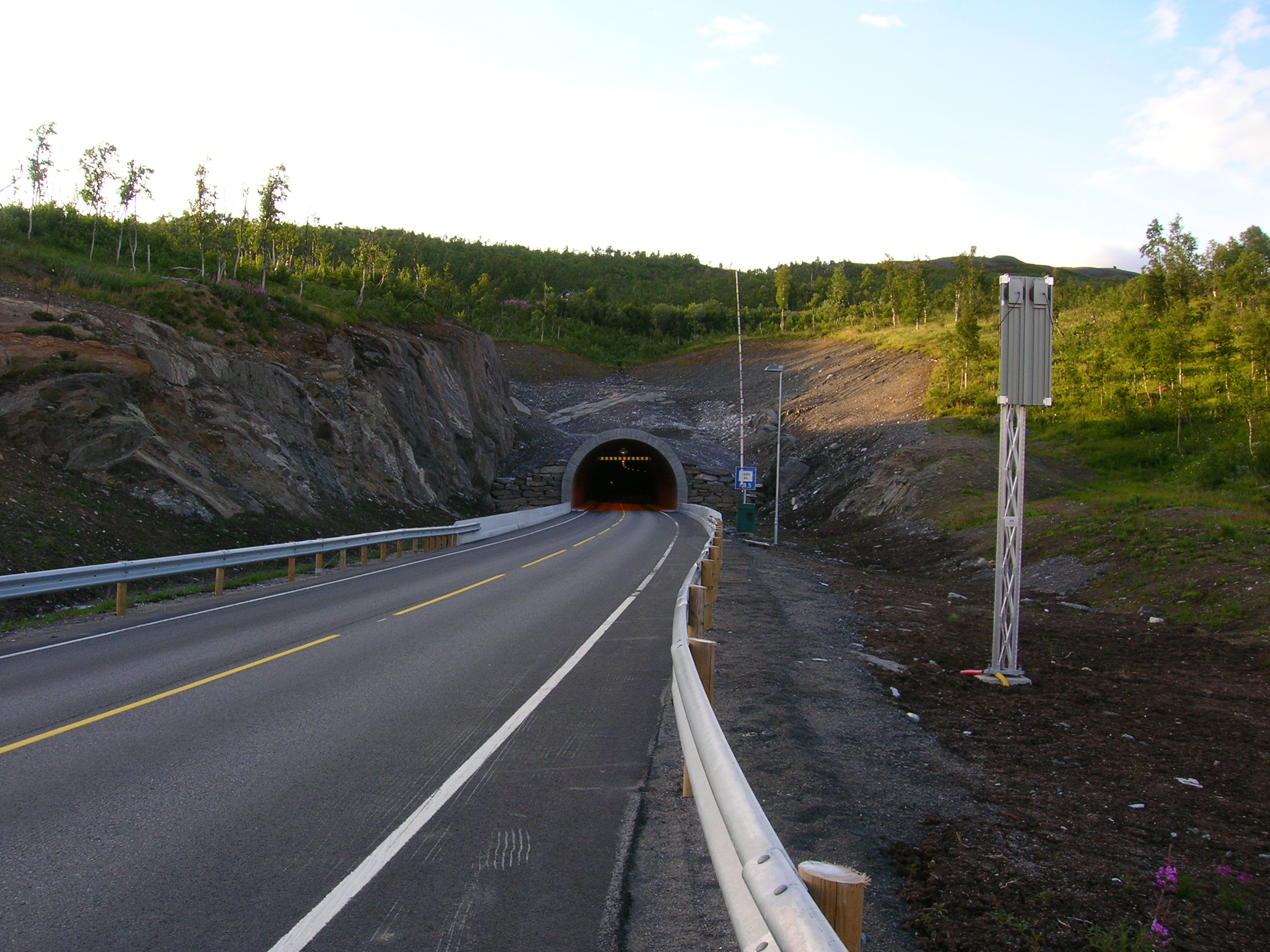
جاده ئی۱۲ اروپا در نروژ

جاده ئی۱۲ اروپا (به انگلیسی: European route E12) یکی از جاده‌های اصلی قاره اروپا است.
این جاده که از شهر مو ای رانا (نروژ) شروع شده در شهر هلسینکی (فنلاند) به پایان می‌رسد و ۹۱۰ کیلومتر مسافت دارد.